# Jean-Pierre Hortoland
Pas d'image ? Cliquez ici

a Compétitions nationales et continentales officielles uniquement.

b Matchs officiels uniquement.
Dernière mise à jour le 16 mai 2025.
Jean-Pierre Hortoland, né le 28 mai 1947 à Marseillan (Hérault), est un joueur français de rugby à XV. Il joue au poste de pilier.

## Biographie
Jean-Pierre Hortoland joue avec l'AS Béziers, le RC Narbonne et au Stade olympique millavois et en équipe de France. 
International scolaire et universitaire, Champion de France Junior en 1968, Champion de France universitaire de rugby à XIII en 1968, Champion de France avec l'ASB en 1971, International en 72 et finaliste du championnat de France avec le Racing Club Narbonnais en 1974.
Jean-Pierre Hortoland présente la particularité d'avoir évolué aux heures glorieuses des deux grands clubs de 1re division de sa région. 
Il devient masseur-kinésithérapeute en 1969 et passe le diplôme d'ostéopathe en 1982. Titulaire d'un Master 2 en Sciences Humaines et Sociales, il enseigne dès 1983 et dirige actuellement l'Institut Supérieur d'Ostéopathie du Grand Montpellier à Béziers. Auteur de plusieurs ouvrages consacrés à cette discipline, il participe également à la vie politique locale en tant que conseiller municipal de 1983 à 1995 et adjoint au maire de 1989 à 1995 sous la municipalité d'Alain Barrau.

## Palmarès
En sélection
- 1 sélection en Équipe de France en 1971

Avec Béziers
- Coupe Frantz Reichel en 1968 , finaliste en 1966 et 1967
- Champion de France en 1971 , 1972 (ne joue pas la finale)
- Challenge Yves du Manoir 1972 ( ne joue pas la finale)
- Bouclier d'automne 1970 (ne joue pas la finale retenu par ses obligations militaires) et 1971 (ne joue pas la finale)

Avec Narbonne
- Challenge Yves du Manoir en 1973 et 1974
- Finaliste du championnat de France en 1974